# 대한민국 제16대 대통령 선거 민주노동당 후보 선출
대한민국 제16대 대통령 선거 민주노동당 후보 선출은 2002년 대선을 위해 민주노동당의 후보를 선출한 절차이다. 지난 대선에서 건설국민승리21 후보로 나섰던 권영길 후보가 선출되었다.

## 결과
단일 후보 권영길에 대한 찬반 투표를 실시해 당권자 12,877명 중 63%인 8,032명이 투표하여 권영길 후보를 압도적인 찬성표로 선출했다.
|      | 표수  | %    |
| ---- | ----- | ---- |
| 찬성 | 7,297 | 90.8 |
| 반대 | 719   | 9.0  |
| 무효 | 16    | 0.2  |
| 계   | 8,032 | 100  |

## 대선
권영길 민주노동당 후보는 TV 토론에서 "살림살이 좀 나아지셨습니까?"라는 말로 화제를 일으키는 등, 지난 대선과는 달리 많은 지지를 얻었다. 결국 최종적으로 3.9%를 득표해, 제3대 대선에 나온 조봉암 이래로 진보 정당 대선 후보 사상 최고의 득표율을 기록했다.
제16대 대선에서 얻은 지지를 바탕으로 민주노동당은 제17대 총선에서 돌풍을 일으켜 10석을 차지하며 원내 진입에 성공하게 된다.

## 같이 보기
- 대한민국 제16대 대통령 선거